# Rezidența din Würzburg
Rezidența din Würzburg (Würzburger Residenz) este un palat baroc construit în Würzburg, Bavaria, de principii-episcopi (germ. Fürstbischöfe, sg. Fürstbischof) ai Diecezei de Würzburg. 
Planurile ansamblului ai fost realizate de arhitectul german Balthasar Neumann, iar pictura interioară de italianul Giovanni Battista Tiepolo. Fresca de tavan din casa scărilor creată de G.B.Tiepolo este cea mai mare frescă din lume.
Rezidența din Würzburg (cu grădinile din Curtea și Piața Rezidenței), ansamblu baroc construit între 1719-1746, a fost înscris în anul 1981 pe lista patrimoniului cultural mondial UNESCO.

## Galerie de imagini

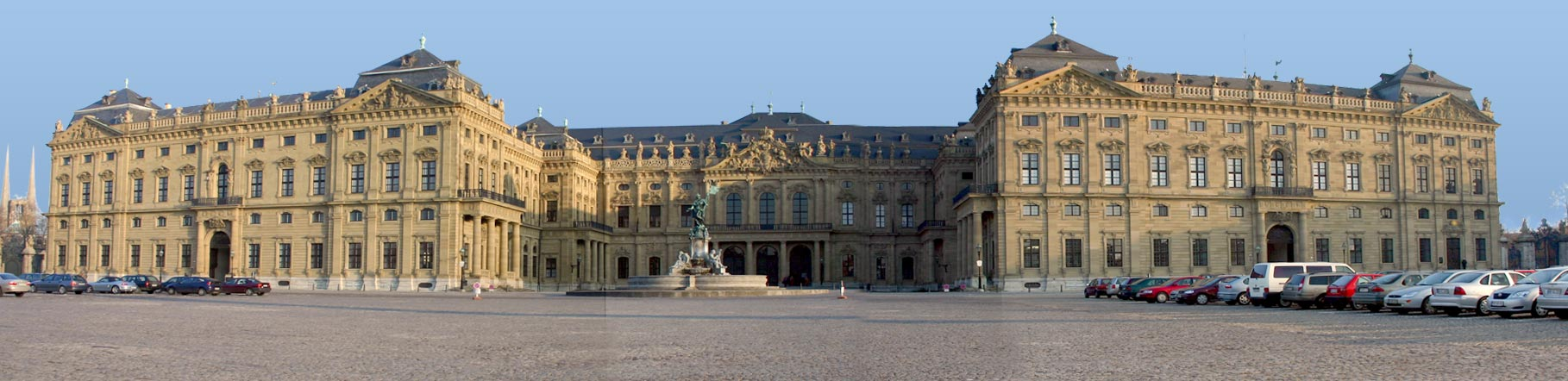
Faţada principală a Rezidenţei
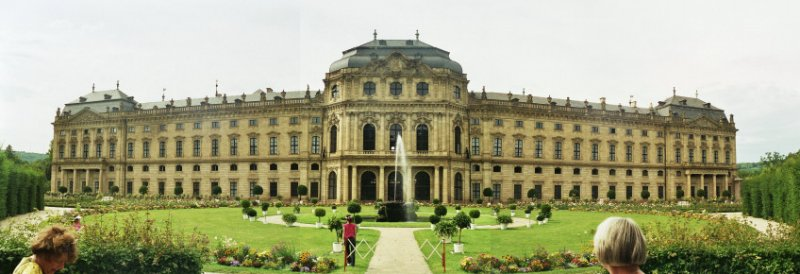
Faţada dinspre Hofgarten a Rezidenţei
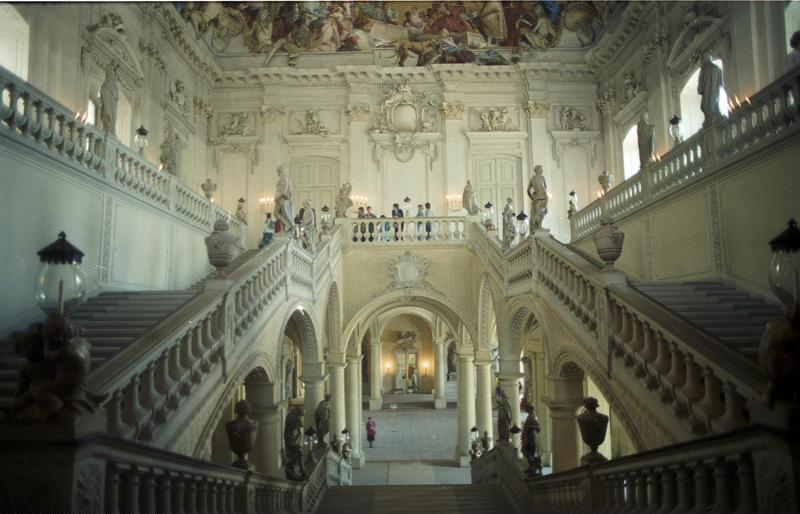
Casa scărilor din Rezidență
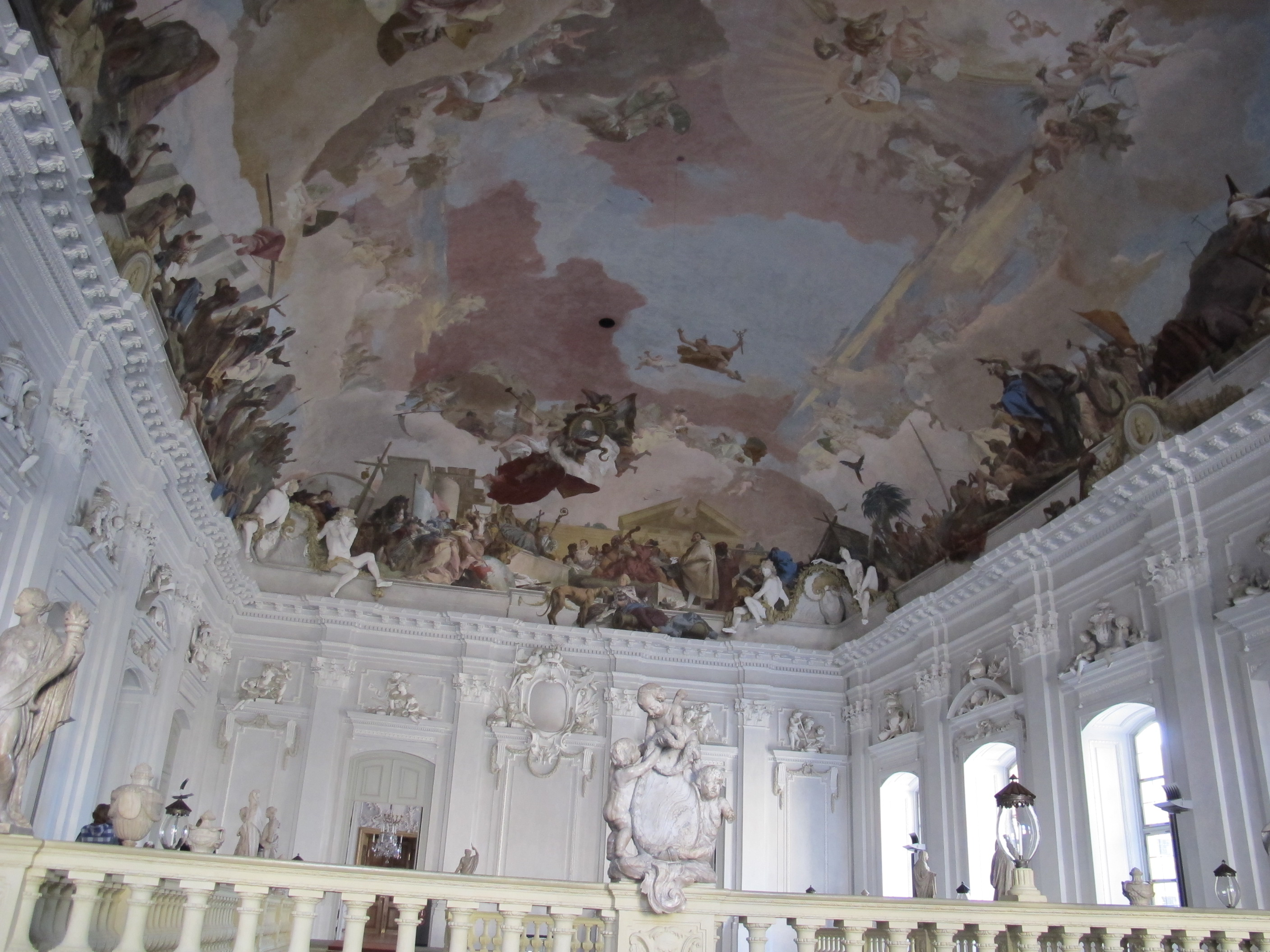
Fresca de tavan din casa scărilor realizată de G.B.Tiepolo
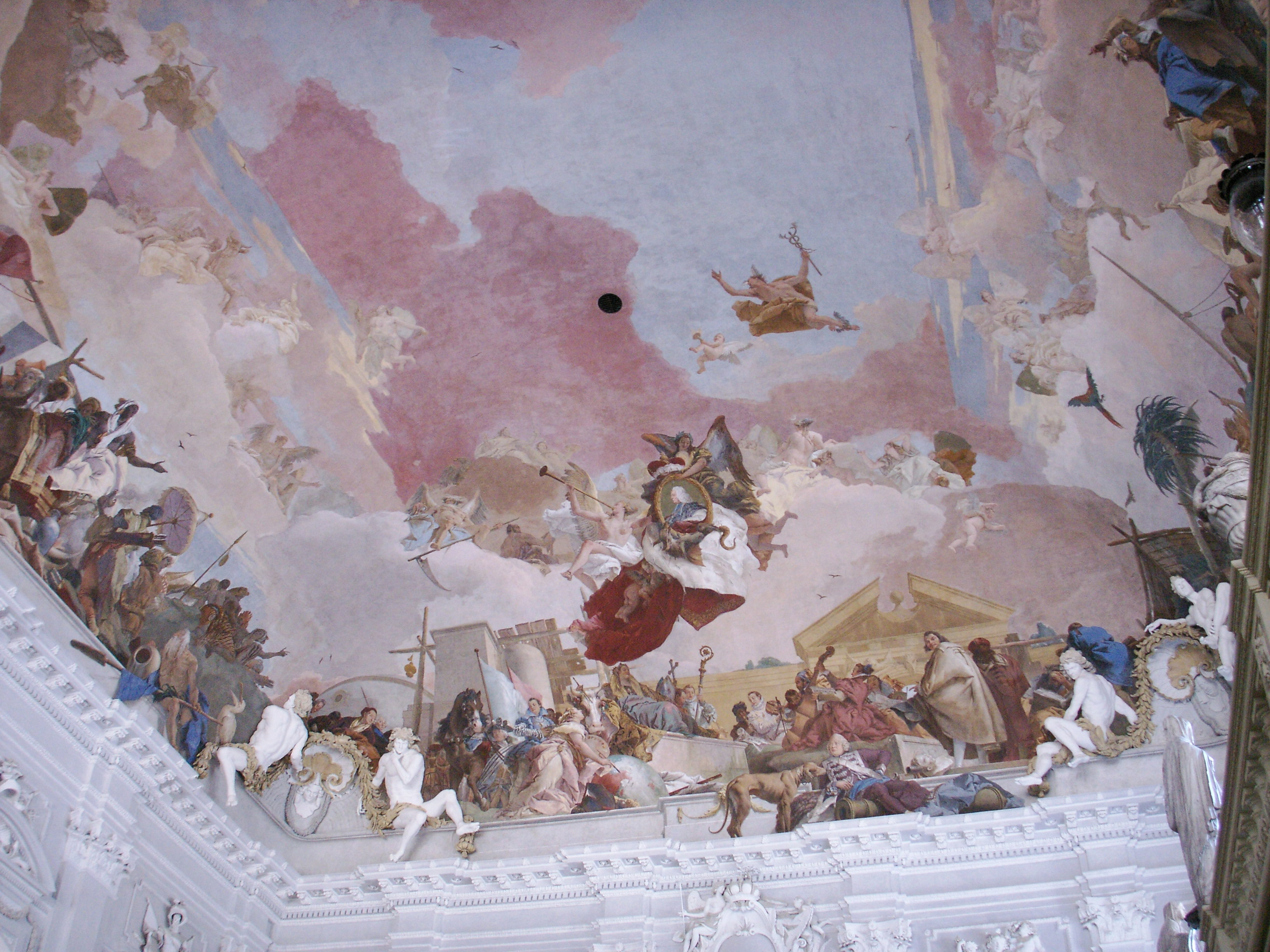
Fragment din fresca de tavan din casa scărilor
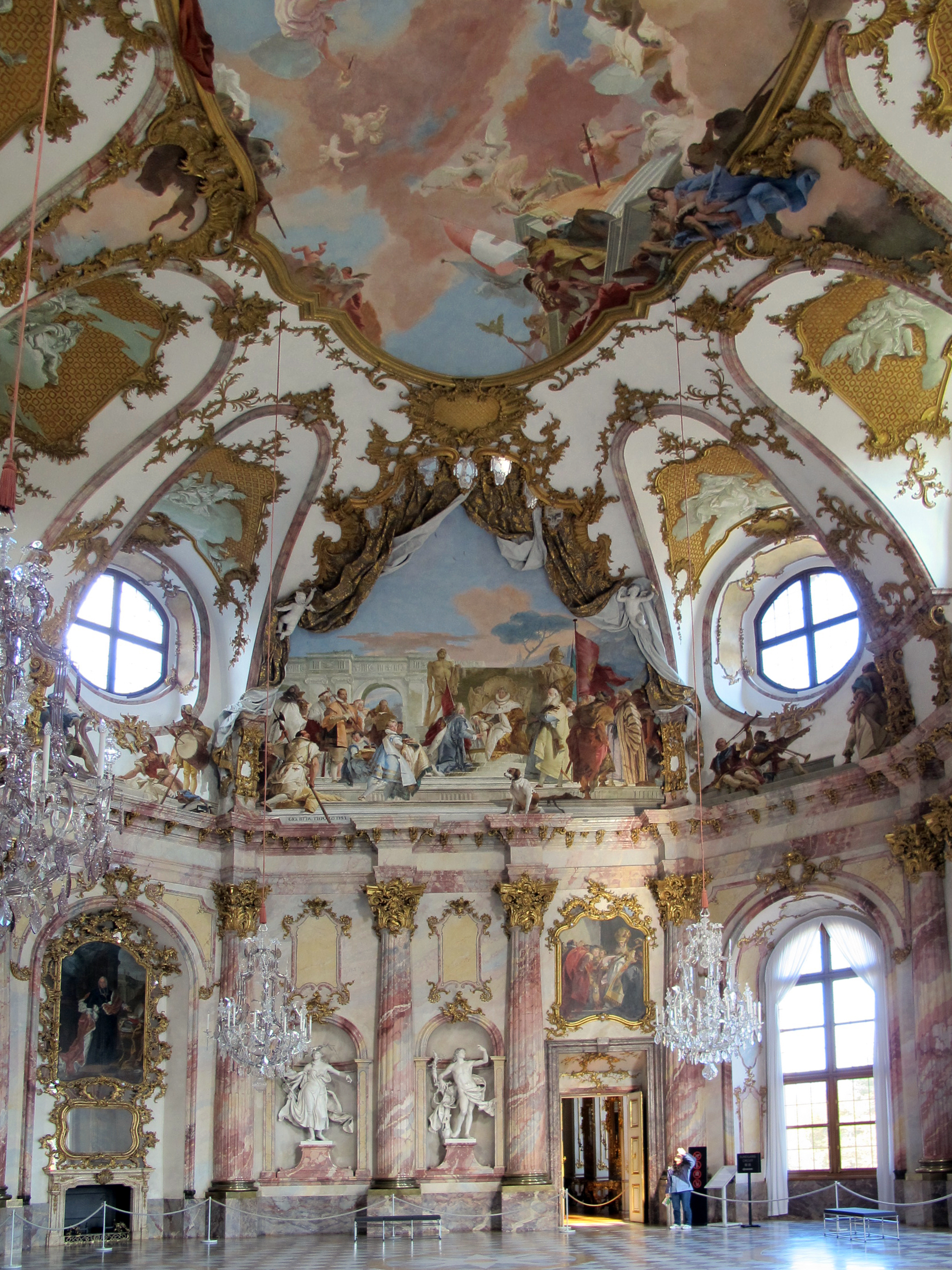
Kaisersaal (Sala imperială)
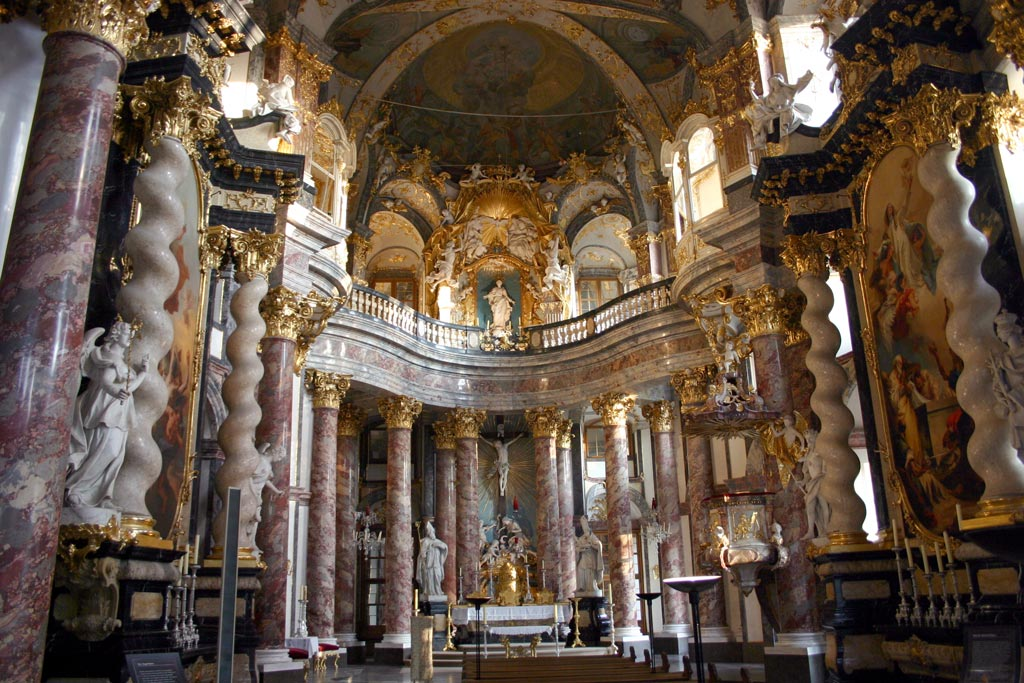
Biserica barocă a Rezidenței ("Hofkirche")